# Американские олени
Американские олени (ранее некорректно именовались пампасовыми оленями, хотя в пампасах не водятся) (лат. Odocoileus) — род парнокопытных из семейства оленевых. Длина тела 110—200 см; масса 22—205 кг. Окраска от серо-жёлтой до темно-рыжей. 2 вида, обитающих в Северной Америке. Обитают главным образом в лесах, на равнинах и в горах. Рождают от одного до четырёх детёнышей. 3 подвида занесены в Красную книгу МСОП.
Виды — белохвостый («виргинский», весом до 205 кг) и чернохвостый («длинноухий», «ослиный»; весом до 150 кг) олени. Эти виды обитают на территории континентальных штатов, южной Канады, Мексики, Центральной Америки и северных частей Южной Америки на юг вплоть до Перу и Боливии. Несмотря на то, что охота на них разрешена и ежегодно истребляются сотни тысяч оленей, они быстро восстанавливают свою численность. Каждый год самки приносят до 4 детёнышей, это редкая плодовитость среди оленевых.